# Не дощ (пісня)
«Не дощ»  — пісня української співачки Тіни Кароль з її четвертого студійного альбому «9 жизней». Як  сингл випущений 23 вересня 2010 року.

## Опис
Пісня "Не дощ" - стала синглом альбому "9 жизней" Тіни Кароль. Автор пісні - Андрій Підлужний 

## Відеокліп
Режисером кліпу виступив Сергій Солодкий.
У цьому кліпі цікавий акцент зроблений на волосся Тіна Кароль, які як би живуть своїм якимсь особливим життям...

## Список композицій
| Цифрове завантаження, стримінг | Цифрове завантаження, стримінг | Цифрове завантаження, стримінг | Цифрове завантаження, стримінг | Цифрове завантаження, стримінг |
| #                              | Назва                          | Автор слів                     | Автор музики                   | Тривалість                     |
| ------------------------------ | ------------------------------ | ------------------------------ | ------------------------------ | ------------------------------ |
| 1.                             | «Не дощ»                       | Андрій Підлужний               | Андрій Підлужний               | 3:19                           |

## Live виконання
2011 р. - "Не дощ" - сольний концерт в Києві
2014 р. - "Не дощ"- Фільм "Сила любові та голоса"